# Văn phòng Hướng đạo Thế giới

Văn phòng Hướng đạo Thế giới (World Scout Bureau) là văn phòng thư ký thi hành chỉ thị của Hội nghị Hướng đạo Thế giới và Ủy ban Hướng đạo Thế giới. Văn phòng Hướng đạo Thế giới, Hội nghị Hướng đạo Thế giới và Ủy ban Hướng đạo Thế giới là ba bộ phận chính của Tổ chức Phong trào Hướng đạo Thế giới.
Trụ sở của Văn phòng Hướng đạo Thế giới đặt tại Genève, Thụy Sĩ và nó có các văn phòng chi nhánh của 6 vùng khắp nơi trên thế giới: 
- Vùng châu Phi tại Nairobi, Kenya
- Vùng Ả Rập tại Cairo, Ai Cập
- Vùng châu Á-Thái Bình Dương tại Manila, Philippines
- Vùng châu Âu tại Genève, Thụy Sĩ
- Vùng Liên Mỹ tại Santiago de Chile, Chile
- Vùng Âu-Á tại Yalta-Gurzuf, Ukraina.

Văn phòng Hướng đạo Thế giới được điều hành bởi tổng thư ký và được phụ giúp bởi một ban tham mưu nhỏ gồm những nhân viên kỹ thuật nghiệp vụ. Ban tham mưu văn phòng giúp các hội Hướng đạo cải thiện và mở rộng sinh hoạt Hướng đạo của họ bằng việc huấn luyện trưởng và tình nguyện viên, thiết lập chính sách về tài chính và kỹ thuật quyên góp tài chánh, cải thiện các tiện ích cộng đồng, và giúp đỡ việc sắp đặt ngăn nắp tài nguyên quốc gia của mỗi quốc gia theo cách của Hướng đạo. Ban tham mưu cũng giúp sắp xếp các sinh hoạt mang tính thế giới như các Trại Họp bạn Hướng đạo Thế giới (World Scout Jamboree), khích lệ cho các cuộc sinh hoạt vùng, và đóng vai trò như một nơi liên lạc giữa phong trào Hướng đạo và các tổ chức quốc tế khác.